# Świnna (gmina)

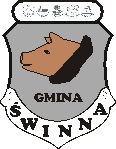
Logo gminy

Świnna – gmina wiejska w województwie śląskim, w powiecie żywieckim. W latach 1975–1998 gmina położona była w województwie bielskim.
Siedziba gminy to Świnna.
Według danych z 2007 gminę zamieszkiwało 8012 osób. Natomiast według danych z 31 grudnia 2017 roku gminę zamieszkiwało 8094 osób. Na koniec roku 2023 gminę zamieszkiwało 7869 osób

## Struktura powierzchni
Według danych z roku 2002 gmina Świnna ma obszar 39,4 km², w tym:
- użytki rolne: 54%
- użytki leśne: 38%

Gmina stanowi 3,79% powierzchni powiatu.

## Sołectwa
- Świnna
- Trzebinia
- Pewel Mała
- Pewel Ślemieńska
- Przyłęków
- Rychwałdek

Wykaz miejscowości podstawowych, ich części w podległości administracyjnej gminy
| Miejscowość      | Rodzaj miejscowości | Miejscowość podstawowa | Simc    |
| ---------------- | ------------------- | ---------------------- | ------- |
| Barutka          | część wsi           | Rychwałdek             | 0072293 |
| Biedaszek        | część wsi           | Pewel Mała             | 0072070 |
| Cietonie         | część wsi           | Rychwałdek             | 0072301 |
| Do Gronia        | część wsi           | Pewel Ślemieńska       | 0072130 |
| Do Gustyniaka    | część wsi           | Trzebinia              | 0072531 |
| Do Mołdyrza      | część wsi           | Trzebinia              | 0072548 |
| Do Polany        | część wsi           | Pewel Ślemieńska       | 0072146 |
| Do Wojtusia      | część wsi           | Trzebinia              | 0072554 |
| Dół              | część wsi           | Przyłęków              | 0072235 |
| Ducowie          | część wsi           | Świnna                 | 0072382 |
| Dworzyska        | część wsi           | Pewel Mała             | 0072086 |
| Folęgowie        | część wsi           | Rychwałdek             | 0072318 |
| Franowie         | część wsi           | Pewel Ślemieńska       | 0072152 |
| Groń             | część wsi           | Pewel Ślemieńska       | 0072169 |
| Grzegorzkowie    | część wsi           | Świnna                 | 0072399 |
| Grzesie          | część wsi           | Rychwałdek             | 0072324 |
| Janoty           | część wsi           | Trzebinia              | 0072560 |
| Jędryski         | część wsi           | Rychwałdek             | 0072330 |
| Jurasi           | część wsi           | Świnna                 | 0072407 |
| Kachlowie        | część wsi           | Rychwałdek             | 0072347 |
| Kaliszczęśćacy   | część wsi           | Trzebinia              | 0072577 |
| Kasperki         | część wsi           | Świnna                 | 0072413 |
| Koszarzyczęśćne  | część wsi           | Pewel Ślemieńska       | 0072175 |
| Kotowscy         | część wsi           | Świnna                 | 0072420 |
| Koźlacy          | część wsi           | Trzebinia              | 0072583 |
| Kupcaszki        | część wsi           | Przyłęków              | 0072241 |
| Kuźnik           | część wsi           | Rychwałdek             | 0072353 |
| Marszałcy        | część wsi           | Świnna                 | 0072436 |
| Michalcowie      | część wsi           | Świnna                 | 0072442 |
| Mikołajki        | część wsi           | Pewel Ślemieńska       | 0072181 |
| Mrowcowie        | część wsi           | Świnna                 | 0072459 |
| Mrozkowie        | część wsi           | Świnna                 | 0072465 |
| Na Kępkach       | część wsi           | Przyłęków              | 0072258 |
| Oczęśćkowscy     | część wsi           | Trzebinia              | 0072590 |
| Parciki          | część wsi           | Pewel Ślemieńska       | 0072123 |
| Paździorcy       | część wsi           | Pewel Mała             | 0072092 |
| Pielowie         | część wsi           | Trzebinia              | 0072608 |
| Pod Kępkami      | część wsi           | Pewel Ślemieńska       | 0072198 |
| Pokusy           | część wsi           | Trzebinia              | 0072614 |
| Pycliki          | część wsi           | Rychwałdek             | 0072360 |
| Radziechowscy    | część wsi           | Trzebinia              | 0072620 |
| Sałasznicy       | część wsi           | Świnna                 | 0072471 |
| Sobki            | część wsi           | Pewel Mała             | 0072100 |
| Ścieżki          | część wsi           | Pewel Ślemieńska       | 0072206 |
| U Ścieżki        | część wsi           | Pewel Ślemieńska       | 0072212 |
| Wrzeszczęśćowie  | część wsi           | Trzebinia              | 0072637 |
| Za Groniem       | część wsi           | Przyłęków              | 0072264 |
| Żakowie          | część wsi           | Przyłęków              | 0072270 |
| Janikówka        | osada leśna         |                        | 0072502 |
| Granicznik       | przysiółek wsi      | Świnna                 | 0072494 |
| Komarnik         | przysiółek wsi      | Świnna                 | 0072519 |
| Wolność          | przysiółek wsi      | Świnna                 | 0072488 |
| Pewel Mała       | wieś                |                        | 0072063 |
| Pewel Ślemieńska | wieś                |                        | 0072117 |
| Przyłęków        | wieś                |                        | 0072229 |
| Rychwałdek       | wieś                |                        | 0072287 |
| Świnna           | wieś                |                        | 0072376 |
| Trzebinia        | wieś                |                        | 0072525 |

## Demografia

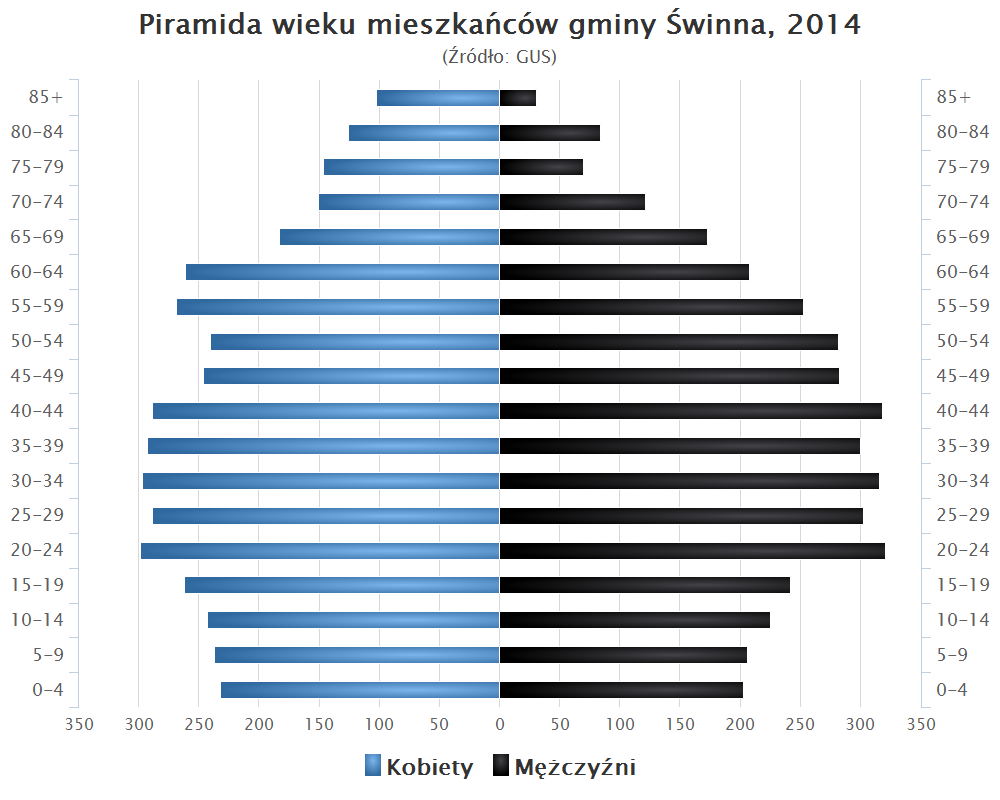
Piramida wieku mieszkańców gminy Świnna w 2014 roku

Dane z 30 czerwca 2004:
| Opis                              | Ogółem | Ogółem | Kobiety | Kobiety | Mężczyźni | Mężczyźni |
| --------------------------------- | ------ | ------ | ------- | ------- | --------- | --------- |
| jednostka                         | osób   | %      | osób    | %       | osób      | %         |
| populacja                         | 7858   | 100    | 4022    | 51,2    | 3836      | 48,8      |
| gęstość zaludnienia (mieszk./km²) | 199,4  | 199,4  | 102,1   | 102,1   | 97,4      | 97,4      |

## Sąsiednie gminy
Gilowice, Jeleśnia, Radziechowy-Wieprz, Ślemień, Żywiec